# Данкерк (Нью-Йорк)
Данкерк (англ. Dunkirk) — місто (англ. city) в США, в окрузі Чотоква штату Нью-Йорк. Населення — 12 743 особи (2020).

## Географія
Данкерк розташований за координатами 42°28′50″ пн. ш. 79°19′58″ зх. д. / 42.48056° пн. ш. 79.33278° зх. д. (42.480551, -79.332898).  За даними Бюро перепису населення США в 2010 році місто мало площу 11,79 км², з яких 11,66 км² — суходіл та 0,13 км² — водойми.

### Клімат
| Клімат : Данкерк        | Клімат : Данкерк | Клімат : Данкерк | Клімат : Данкерк | Клімат : Данкерк | Клімат : Данкерк | Клімат : Данкерк | Клімат : Данкерк | Клімат : Данкерк | Клімат : Данкерк | Клімат : Данкерк | Клімат : Данкерк | Клімат : Данкерк | Клімат : Данкерк |
| Показник                | Січ.             | Лют.             | Бер.             | Квіт.            | Трав.            | Черв.            | Лип.             | Серп.            | Вер.             | Жовт.            | Лист.            | Груд.            | Рік              |
| Абсолютний максимум, °C | 22,2             | 21,7             | 27,2             | 30,0             | 31,1             | 34,4             | 37,2             | 35,6             | 35,6             | 30,6             | 26,7             | 21,7             | 37,2             |
| Середній максимум, °C   | 0,9              | 1,7              | 6,2              | 13,0             | 19,1             | 24,4             | 26,6             | 25,9             | 22,1             | 15,7             | 9,8              | 3,6              | 14,2             |
| Середня температура, °C | −2,9             | −2,7             | 1,3              | 7,6              | 13,4             | 19,1             | 21,6             | 20,8             | 17,2             | 11,1             | 5,8              | 0,0              | 9,4              |
| Середній мінімум, °C    | −6,7             | −7,1             | −3,6             | 2,2              | 7,8              | 13,8             | 16,7             | 15,8             | 12,2             | 6,5              | 1,8              | −3,6             | 4,7              |
| Абсолютний мінімум, °C  | −26,7            | −33,3            | −23,9            | −7,8             | −2,8             | 3,9              | 7,2              | 6,1              | 0,0              | −5,6             | −16,1            | −24,4            | −33,3            |
| Норма опадів, мм        | 49               | 33               | 49               | 79               | 94               | 86               | 104              | 96               | 104              | 98               | 99               | 72               | 963              |
| ----------------------- | ---------------- | ---------------- | ---------------- | ---------------- | ---------------- | ---------------- | ---------------- | ---------------- | ---------------- | ---------------- | ---------------- | ---------------- | ---------------- |
| Джерело: NOAA           |                  |                  |                  |                  |                  |                  |                  |                  |                  |                  |                  |                  |                  |

## Демографія
Згідно з переписом 2010 року, у місті мешкали 12 563 особи в 5358 домогосподарствах у складі 3101 родини. Густота населення становила 1066 осіб/км².  Було 5993 помешкання (508/км²).
Расовий склад населення:
| - 77,5 % — білих - 6,1 % — чорних або афроамериканців - 1,0 % — корінних американців - 0,4 % — азіатів - 11,2 % — осіб інших рас |

До двох чи більше рас належало 3,7 %. Частка іспаномовних становила 26,4 % від усіх жителів.
За віковим діапазоном населення розподілялося таким чином: 23,3 % — особи молодші 18 років, 61,3 % — особи у віці 18—64 років, 15,4 % — особи у віці 65 років та старші. Медіана віку мешканця становила 38,7 року. На 100 осіб жіночої статі у місті припадало 96,2 чоловіків;  на 100 жінок у віці від 18 років та старших — 92,2 чоловіків також старших 18 років.
Середній дохід на одне домашнє господарство  становив 44 791 долар США (медіана — 34 707), а середній дохід на одну сім'ю — 55 026 доларів (медіана — 47 793). Медіана доходів становила 40 250 доларів для чоловіків та 28 005 доларів для жінок. За межею бідності перебувало 22,7 % осіб, у тому числі 33,7 % дітей у віці до 18 років та 7,6 % осіб у віці 65 років та старших.
Цивільне працевлаштоване населення становило 5176 осіб. Основні галузі зайнятості: освіта, охорона здоров'я та соціальна допомога — 29,3 %, виробництво — 19,9 %, роздрібна торгівля — 11,9 %, мистецтво, розваги та відпочинок — 11,2 %.

## Персоналії
- Самюель Гопкінс Адамс (1871- 1958) — американський письменник, журналіст-розслідувач і макрейкер.